# 대전도시과학고등학교
대전도시과학고등학교(大田都市科學高等學校)는 대한민국 대전광역시 유성구 원내동에 있는 공립 고등학교이다.

## 학교 연혁
- 1994년 1월 13일 : 서대전공업고등학교 설립 인가(학년별 5개과 10학급, 계 30학급) 기계과 2학급, 자동차과 2학급, 전기과 2학급, 토목과 2학급, 건축과 2학급
- 1994년 3월 5일 : 개교 및 입학식
- 1995년 3월 1일 : 학칙개정 - 직업훈련 과정 신설 : 자동차과(1학급) 전자과(1학급)
- 1996년 2월 28일 : 학칙개정 - 직업훈련과정 폐지
- 2002년 3월 1일 : 학칙개정 - 대전공업고등학교로 교명 변경
- 2007년 7월 4일 : 학칙개정 - 반도체SMT운용과 1학급 신설, 전기자동화과 1학급 감축(계 39학급)
- 2009년 7월 3일 : 학칙개정 - 학과명칭 변경(전기자동화과 -> 전기전자과)
- 2017년 7월 17일 : 전기전자SMT계열(1학년 4학급) → 전기과 2학급, 전자과 2학급
- 2017년 7월 17일 : 건설계열(1학년 4학급) → 토목과 2학급, 건축과 2학급
- 2021년 1월 25일 : 제25회 졸업(195명, 총 9,611명)
- 2022년 3월 1일 : 대전도시과학고등학교로 교명 변경
- 2023년 9월 1일 : 제13대 차부진 교장 부임
- 2024년 3월 4일 : 제31회 입학(10학급 94명)

## 설치 학과
- 전기과
- 스마트전자과
- 친환경자동차과
- 건축리모델링과
- 스마트기계과
- 드론지형정보과

## 참고 자료
- 대전도시과학고등학교 - 한국교육학술정보원 학교알리미